# James Lewis (CIA)
James Foley Lewis (ngày 29 tháng 2 năm 1944 – ngày 18 tháng 4 năm 1983) là sĩ quan Cục Tình báo Trung ương Hoa Kỳ (CIA) bị giết trong vụ đánh bom Đại sứ quán Mỹ năm 1983 ở Beirut, Liban.

## Tiểu sử

### Thiếu thời
Ông chào đời tại Coffeeville, Mississippi vào ngày 29 tháng 2 năm 1944 có cha là James Forrest Pittman và mẹ là Antoinette Pittman.  Tên khai sinh ông là James Forrest Pittman Jr.. Cha ông vốn là một lính dù thuộc Sư đoàn Dù 101 vào thời điểm Lewis được sinh ra. Năm 1952, Forrest Pittman bỏ vợ và 4 đứa con của họ. Sau đó gia đình ông chuyển đến Gulfport, Mississippi. Mẹ ông tái hôn với George Lewis vào năm 1959 và James được cha dượng nhận nuôi lấy tên mới là James Foley Lewis.:265

### Binh nghiệp
Lewis gia nhập Lục quân Mỹ vào ngày 28 tháng 2 năm 1962 và đủ tiêu chuẩn trở thành lính biệt kích Mũ Nồi Xanh. Năm 1967, ông được phân công vào biệt đội MIKE Force tại Việt Nam Cộng hòa.:266 Trong thời gian tham chiến ở Việt Nam, Lewis đã 4 lần được tặng Huy hiệu Bộ binh Chiến đấu, Ngôi Sao Đồng cùng Huy hiệu Chiến đấu V, Trái Tim Tím hai lần và Huân chương Không quân.

### Sự nghiệp CIA
Do có kinh nghiệm trong các hoạt động bán quân sự bí mật, Lewis được tuyển dụng vào CIA năm 1970.:267
Tháng 4 năm 1975 Lewis đang giữ chức vụ cố vấn Quân lực Việt Nam Cộng hòa (QLVNCH) dưới vỏ bọc là nhân viên lãnh sự quán Mỹ tại Nha Trang. Khi quân đội Bắc Việt (QĐNDVN) tiến công tới Nha Trang, ông bị bắt cùng với Trung tướng QLVNCH Nguyễn Vĩnh Nghi ở gần Căn cứ Không quân Phan Rang vào ngày 16 tháng 4 năm 1975.:268 Lewis ngay lập tức bị đưa về phía bắc đến trại tù Sơn Tây rồi phải trải qua nhiều lần thẩm vấn, thiếu ngủ và suy dinh dưỡng.:260–70 Ban đầu ông là tù binh duy nhất tại đây rồi vài tháng sau lại đón thêm 13 người khác bị giam chung bao gồm Paul Struharik, một quan chức AID bị bắt tại Ban Mê Thuột, nhà báo Úc Peter Whitlock, nghiên cứu sinh Jay Scarborough và cặp vợ chồng nhà truyền giáo John và Carolyn Miller cùng cô con gái 6 tuổi Luanne của họ. Ngày 30 tháng 10 năm 1975, Lewis và các tù binh khác được vận chuyển bằng một chiếc C-47 do Liên Hợp Quốc thuê bay đến Viêng Chăn, Lào rồi sau đó mới tới Bangkok, Thái Lan. Theo lời ghi nhận của tác giả Kai Bird, ông là "tù binh chiến tranh người Mỹ cuối cùng trở về nhà".
Sau khi trở về Việt Nam, Lewis vào Đại học George Washington theo học chuyên ngành văn học Pháp, tốt nghiệp cử nhân năm 1977. Chính trong lúc này mà ông tình cờ gặp mặt một nhà dược học gốc Việt tên là Monique Nuet và họ kết hôn vào năm 1977.
Năm 1979, Lewis tiến hành đào tạo tiếng Ả Rập để chuẩn bị cho chuyến công tác đến Trung Đông. Lần đầu tiên ông được giao nhiệm vụ tại Tunis và về sau điều động đến Beirut theo công việc tạm thời vào ngày 13 tháng 8 năm 1982.:276 Lewis được bổ nhiệm làm Phó Trạm trưởng trong khi vợ ông là Monique vượt qua màn kiểm tra an ninh và bắt đầu làm thư ký CIA vào ngày 18 tháng 4 năm 1983.:294
Lewis bị sát hại vào ngày 18 tháng 4 năm 1983 khi một kẻ đánh bom liều chết cho nổ một quả bom tại Đại sứ quán Hoa Kỳ ở Beirut. Tổng cộng 63 người đã thiệt mạng trong vụ nổ bao gồm vợ ông là Monique, Robert Ames, Kenneth E. Haas (trưởng trạm CIA Liban) và 13 người Mỹ khác. Ông được chôn cất tại Nghĩa trang Quốc gia Arlington cùng với vợ là Monique. Hai vợ chồng chỉ được công nhận là nhân viên CIA vào năm 2012, họ được làm lễ truy điệu trên Bức tường Tưởng niệm CIA.